# الن اس. برشاید
الن اس. برشاید (انگلیسی: Ellen S. Berscheid؛ زادهٔ ۱۹۳۶ میلادی) یک نظریه‌پرداز، پژوهش‌گر و متخصص برجستهٔ روان‌شناسی اجتماعی اهل ایالات متحده آمریکا است.
وی به‌همراه الین هتفیلد، از پیشگامان روان‌شناسیِ ارتباط بین فردی محسوب می‌شود. تمرکز او بر پژوهش در زمینهٔ نحوهٔ تأثیرگذاری فاکتورهای محیطی و بیرونی بر روابط بین افراد است و اینکه چگونه این فاکتور، بر میزان رضایت افراد از روابط‌شان اثر می‌گذارد.
وی در سال ۱۹۹۸ میلادی به عضویت فرهنگستان هنر و علوم آمریکا درآمد.